# Monika Ekström
Monika Ekström, född 1961, är en svensk politiker som representerar Miljöpartiet i Region Skåne. Sedan 2010 är hon ett av tio regionråd inom den styrande majoriteten. Bland hennes politiska uppdrag finns ordförandeposten i regionens fastighets- och servicenämnd, och ansvarar för regionens interna miljöarbete. Hon är ledamot av regionfullmäktige och ersättare i regionstyrelsen.
Monika Ekström, som är fil kand i sociologi, har bland annat arbetat som laboratorieassistent inom sjukvården i Skåne, som projektledare inom äldreomsorgen och som samhällsvägledare i Lunds kommun.